# Chicago Cubs
Die Chicago Cubs sind ein US-amerikanisches Baseball-Team. Sie spielen in der Central Division der National League. Die Chicago Cubs kommen aus Chicago, wo sie 1870 gegründet wurden. Ihre Heimspiele trägt die Mannschaft im Wrigley Field aus.
Die Chicago Cubs sind Mitglied der Central Division der Major League Baseball, deren Meisterschaft sie 2003, 2007, 2008, 2016 und 2017 gewannen. Sie sind eines von zwei Major-League-Teams mit Sitz in Chicago, (das andere sind die Chicago White Sox) und neben den  Atlanta Braves eines der beiden verbleibenden Gründungsmitglieder der National League. Die Chicago Cubs sind der älteste noch aktive US-amerikanische Profi-Sportverein, der kontinuierlich in derselben Stadt beheimatet ist.
In den ersten Jahrzehnten der National League zählten die Cubs zu den dominierenden Teams der Liga, in der Zeit nach dem Ersten Weltkrieg erreichten sie jedoch nie mehr ihre einstige Stärke. So war es dem Team bis 2016 nicht möglich, seine World-Series-Siege von 1907 und 1908 zu wiederholen. Nach einer erfolgreichen Saison und Postseason 2016 erreichten die Cubs erstmals nach 1945 wieder die World Series, bezwangen dort die Cleveland Indians nach sieben Spielen und holten ihren dritten Titel. 2017 wurden die Cubs bei der Verleihung der Laureus World Sports Awards als „Mannschaft des Jahres“ ausgezeichnet.
Die Cubs werden oft als „The North Siders“ bezeichnet, weil sich ihr Stadion Wrigley Field in Chicagos nördlichem Stadtviertel Lakeview befindet. Weitere Spitznamen des Teams lauten „Cubbies“, „Boys in Blue“, weil die Trikothauptfarbe blau ist, sowie „Lovable Losers“ aufgrund der Beliebtheit trotz der anhaltenden Erfolglosigkeit beim Gewinn der World Series.
Im Dezember 2007 erwarb der Unternehmer Sam Zell durch den Kauf der Tribune Company die Kontrolle über die Chicago Cubs. Im Jahr 2009 verkaufte er das Franchise an die Familie Ricketts. Der Eigentümer Joe Ricketts ist Gründer der Firma TD Ameritrade.
Die Cubs pflegen besondere Rivalitäten mit den St. Louis Cardinals, den Milwaukee Brewers und dem Stadtrivalen Chicago White Sox.

## Namensherkunft
Das Team war bis 1902 unter verschiedenen Namen bekannt geworden. Am 27. März 1902 titelte die Chicago Daily News: 

„Selee places his men: Manager of the Cubs is in doubt only in two positions.“

„Selee stellt seine Männer zusammen: Der Manager der Youngster zweifelt noch bei zwei Positionen.“

Das Wort cubs war ein Synonym für junge Nachwuchsspieler. Der Schriftsetzer der Zeitung hatte das Wort versehentlich großgeschrieben. Dieser Begriff löste den bisherigen Teamnamen Colts mit der Zeit ab, und 1907 erschien der Name Cubs auf den offiziellen Spielberichten.

## Cubs-Fluch
Im Jahr 1945 erreichten die Chicago Cubs die World Series. Gegner waren die Detroit Tigers. Die ersten drei Spiele fanden im Briggs Stadium in Detroit statt. Mit einer 2:1-Führung starteten die Cubs in die Heimspiele. Vor dem vierten Spiel wurde William „Billy Goat“ Sianis nicht gestattet, seine Ziege Murphy mit ins Stadion zu bringen. P. K. Wrigley, der damalige Besitzer der Cubs, nannte den Gestank der Ziege als Grund für das Einlassverbot. Sianis war eingefleischter Cubs-Fan und Besitzer der Billy Goat Tavern. Sianis verließ das Stadion mit den Worten:

„The Cubs ain’t gonna win no more. The Cubs will never win a World Series so long as the goat is not allowed in Wrigley Field.“

„Die Cubs werden nie mehr gewinnen. Die Cubs werden die World Series so lange nicht gewinnen, wie die Ziege im Wrigley Field keinen Zutritt erhält.“

Die Cubs gewannen noch ein Spiel. Das sechste Spiel am Montag, 8. Oktober 1945 war das letzte gewonnene Spiel der Cubs in den World Series. Zeitgleich war es das zweite gewonnene Spiel in den World Series im Wrigley Field. Das erste gewonnene Spiel fand am Sonntag, 6. Oktober 1945 ebenfalls gegen die Detroit Tigers statt. Das letzte Spiel der 1945 World Series verloren die Chicago Cubs am Mittwoch, 10. Oktober 1945 mit 1:5 gegen die Tigers und damit auch die Meisterschaft mit 3:4.
Am 2. November 2016 brachen die Cubs den vermeintlichen Fluch, nachdem sie die Cleveland Indians in der Best-of-Seven Serie der World Series im siebten Spiel mit 8:7 besiegten und damit die Serie mit einem Resultat von 4:3 gewannen.
Diese Negativserie der Chicago Cubs wurde in einigen Filmen belächelt oder als Running Gag benutzt, unter anderem im Spielfilm Zurück in die Zukunft.

## Denkwürdige Ereignisse und Rekorde

### The Homer in the Gloamin’
Am 28. September 1938 spielten die Cubs gegen die Pittsburgh Pirates. Nach der oberen Hälfte des neunten Innings stand es 5:5. Gabby Hartnett trat an die Home Plate in einem lichtlosen Wrigley Field. Durch die Dunkelheit wurde die Sicht immer schlechter. Nach zwei Outs waren die Schiedsrichter bereit, das Spiel nach dem neunten Inning zu beenden. Hartnett schlug einen Home Run von Pirates-Pitcher Hurler Mace Brown in die Dunkelheit und den Dunst im linken Center Field. Der „Homer in the Gloamin’“ ist einer der berühmtesten Walk-off-Home-Runs der Baseballgeschichte.

### 10.000 Siege
Am 23. April 2008 holten die Cubs im Spiel gegen die Colorado Rockies ihren 10.000. regulären Saison-Sieg in der Geschichte ihres Franchise seit dem Beginn der National League im Jahr 1876. Die Cubs erreichten den Meilenstein mit einem National-League-Rekord von 10.000 Siegen und 9.465 Niederlagen. Chicago ist erst der zweite Verein in der Major-League-Baseballgeschichte, der diesen Meilenstein erreichte. Die erste Mannschaft waren die San Francisco Giants in der Mitte der Saison 2005. Die Cubs halten jedoch die Marke für Siege für ein Team, das immer in derselben Stadt spielte. Der Chicago-Club 77-77 Rekord in der National Association (1871, 1874–1875) ist nicht in den MLB-Aufzeichnungen enthalten. Ebenfalls nicht enthalten in den Summen sind die Post-Saison-Series. Um den Erfolg zu ehren, wehte eine zusätzliche weiße Fahne mit der blauen „10000“ zusammen mit der üblichen „W“-Flagge im Wrigley Field.

### Woods-20-Strikeout-Spiel
In seinem erst fünften MLB-Spiel schaffte der Cubs-Pitcher Kerry Wood  am 6. Mai 1998 20 Strikeouts gegen die Houston Astros. Dies ist Cubs-Franchise-Rekord und Major-League-Rekord. Das Spiel wird oft als die dominanteste Pitching-Leistung aller Zeiten bezeichnet. Wood erlaubte nur zwei gültige Schläge (Base Hits), verpasste so aber ein Perfect Game.

### Meisterschaft-Durststrecke
Die Chicago Cubs hatten seit 1908 keine World Series gewonnen und von 1945 bis 2016 diese auch nicht mehr erreicht. Es ist die längste Durststrecke in allen vier großen amerikanischen Profi-Ligen, die die NFL, NBA, NHL sowie Major League Baseball umfasst. Die Cubs-Durststrecke stand lange in Konkurrenz zu der Geschichte der Boston Red Sox und der Chicago White Sox, die beide über 80 Jahre auf eine weitere Meisterschaften warteten. Die Boston Red Sox beendeten ihre 86-jährige Durststrecke mit dem Gewinn der World Series im Jahr 2004, ein Jahr später folgten die Chicago White Sox mit ihrem Triumph nach 88 Jahren. Am 2. November 2016 gelang es den Cubs nach 108 Jahren endlich den Bann zu brechen.
Mit Zurück in die Zukunft II erlangte die Meisterschaft-Durststrecke der Cubs auch unter Nicht-Baseball-Fans größere Bekanntheit. So erleben die Protagonisten des Films nach ihrer Zeitreise aus dem Jahr 1985 zum 21. Oktober 2015, wie dort vom ersten Gewinn der World Series durch die Chicago Cubs seit 1908 berichtet wird – ein Erfolg, der dem Team auch in der Realität zwischen 1989 (dem Erscheinungsjahr des Films) und 2015 nicht vergönnt war. Tatsächlich befanden sich die Cubs am 21. Oktober 2015 noch unter den letzten vier verbliebenen Teams der Major League Baseball Saison 2015, schieden jedoch ausgerechnet an diesem Tag endgültig gegen die New York Mets aus. Die ARD veröffentlichte am 21. Oktober 2015 eine „Sonderausgabe“ der Tagesschau, in der unter anderem vom vermeintlichen World Series-Triumph der Chicago Cubs, aber auch von anderen im Spielfilm dargestellten, fiktiven tagesaktuellen Geschehnissen berichtet wird. Ein Jahr später, im Herbst 2016, gewannen die Cubs dann tatsächlich die World Series.

### Home Runs im Wrigley Field
Glenallen Hill ist der erste und bisher einzige Spieler, der einen geworfenen Ball auf das Dach eines fünfstöckigen Wohnhauses in Waveland Avenue schlug. Der Home Run gegen die Milwaukee Brewers wurde mit weit über 500 Fuß (150 m) geschätzt.
Kein geschlagener Ball konnte bisher die Anzeigentafel treffen. Im Jahr 1948 verpasste Bill Nicholson knapp die Anzeige im Center Field, als er einen Home Run auf die Sheffield Avenue schlug. Im Jahr 1959 kam Roberto Clemente noch näher heran, als er einen Home Run auf Waveland Avenue schlug. Im Jahr 2001 landete ein Schlag von Sammy Sosa in der Waveland Avenue und prallte einen Block weiter in die Kenmore Avenue. Dave Kingman schlug am 17. Mai 1979 einen Ball, der das dritte Vordach auf der Ostseite der Kenmore Avenue traf, mit geschätzten 555 Fuß (169 m) wird dieser Home Run als der längste in der Geschichte des Wrigley Fields angegeben.

### Längstes Spiel im Wrigley Field
Am 30. Juli 2014 spielten die Cubs gegen die Colorado Rockies. Das Spiel startete um 19:15 Uhr am 29. Juli. Nach neun Innings stand es ausgeglichen 3–3, so dass das Spiel verlängert wurde. In weiteren sechs Extra Innings konnte keine Mannschaft die entscheidenden Punkte zum Sieg erzielen. Im 7. und im 14. Inning wurde der Seventh-inning stretch durchgeführt. In der unteren Hälfte des 16. Innings waren alle Bases besetzt, als Batter Castro einen Sacrifice fly schlug. Der Catcher John Baker erreichte die Home Plate und die Cubs gewannen nach 6 Stunden und 27 Minuten das Spiel mit 4–3. Das Spiel endete um 01:32 Uhr am 30. Juli, so übertraf das Spiel den vorherigen Rekord der Cubs von 6 Stunden und 10 Minuten, aufgestellt vom 17. bis 18. August 1982, in einem 21-Inning-Spiel gegen die Los Angeles Dodgers.

## The seventh-inning stretch
Harry Caray, ehemaliger Stadionsprecher und Radiokommentator (1. März 1914–18. Februar 1998) wurde berühmt durch seinen „Siebten-Inning-Stretch-Gesang“ von Take Me Out to the Ball Game. Caray sang die inoffizielle Hymne des Baseballsports mit einem Handmikrofon und hielt dieses regelmäßig aus dem Fenster seiner Kabine im Pressebereich des Wrigley Fields. Viele seiner Aufführungen begann Caray, während die Park Orgel den Eröffnungsakkord spielte, mit einer direkten Ansprache an die anwesenden Baseball-Fans, entweder über den Stand des Spieles oder das Chicagoer Wetter. Anschließend folgte sein Markenzeichen zur Eröffnung, „All right! Lemme hear ya! Ah-One! Ah-Two! Ah-Three!“ Nach seinem Tod wird der Gesang von verschiedenen eingeladenen lokalen und nationalen Prominenten übernommen.

## Saisonergebnisse seit 1901
| Saison | S   | N   | Prozent | Wild Card Games                 | League Division Series            | League Championship Series        | World Series                        |
| ------ | --- | --- | ------- | ------------------------------- | --------------------------------- | --------------------------------- | ----------------------------------- |
| 1901   | 53  | 86  | .381    |                                 |                                   |                                   |                                     |
| 1902   | 68  | 69  | .496    |                                 |                                   |                                   |                                     |
| 1903   | 82  | 56  | .594    |                                 |                                   |                                   |                                     |
| 1904   | 93  | 60  | .608    |                                 |                                   |                                   |                                     |
| 1905   | 92  | 61  | .601    |                                 |                                   |                                   |                                     |
| 1906   | 116 | 36  | .763    |                                 |                                   |                                   | Cubs vs. Chicago White Sox 2–4      |
| 1907   | 107 | 45  | .704    |                                 |                                   |                                   | Cubs vs. Detroit Tigers 4–0         |
| 1908   | 99  | 55  | .643    |                                 |                                   |                                   | Cubs vs. Detroit Tigers 4–1         |
| 1909   | 104 | 49  | .680    |                                 |                                   |                                   |                                     |
| 1910   | 104 | 50  | .675    |                                 |                                   |                                   | Cubs vs. Philadelphia Athletics 1–4 |
| 1911   | 92  | 62  | .597    |                                 |                                   |                                   |                                     |
| 1912   | 91  | 59  | .607    |                                 |                                   |                                   |                                     |
| 1913   | 88  | 65  | .575    |                                 |                                   |                                   |                                     |
| 1914   | 78  | 76  | .506    |                                 |                                   |                                   |                                     |
| 1915   | 73  | 80  | .477    |                                 |                                   |                                   |                                     |
| 1916   | 67  | 86  | .438    |                                 |                                   |                                   |                                     |
| 1917   | 74  | 80  | .481    |                                 |                                   |                                   |                                     |
| 1918   | 84  | 45  | .651    |                                 |                                   |                                   | Cubs vs. Boston Red Sox 2–4         |
| 1919   | 75  | 65  | .536    |                                 |                                   |                                   |                                     |
| 1920   | 75  | 79  | .487    |                                 |                                   |                                   |                                     |
| 1921   | 64  | 89  | .418    |                                 |                                   |                                   |                                     |
| 1922   | 80  | 74  | .519    |                                 |                                   |                                   |                                     |
| 1923   | 83  | 71  | .539    |                                 |                                   |                                   |                                     |
| 1924   | 81  | 72  | .529    |                                 |                                   |                                   |                                     |
| 1925   | 68  | 86  | .442    |                                 |                                   |                                   |                                     |
| 1926   | 82  | 72  | .532    |                                 |                                   |                                   |                                     |
| 1927   | 85  | 68  | .556    |                                 |                                   |                                   |                                     |
| 1928   | 91  | 63  | .591    |                                 |                                   |                                   |                                     |
| 1929   | 98  | 54  | .645    |                                 |                                   |                                   | Cubs vs. Philadelphia Athletics 1–4 |
| 1930   | 90  | 64  | .584    |                                 |                                   |                                   |                                     |
| 1931   | 84  | 70  | .545    |                                 |                                   |                                   |                                     |
| 1932   | 90  | 64  | .584    |                                 |                                   |                                   | Cubs vs. New York Yankees 0–4       |
| 1963   | 86  | 68  | .558    |                                 |                                   |                                   |                                     |
| 1934   | 86  | 65  | .570    |                                 |                                   |                                   |                                     |
| 1935   | 100 | 54  | .649    |                                 |                                   |                                   | Cubs vs. Detroit Tigers 2–4         |
| 1936   | 87  | 67  | .565    |                                 |                                   |                                   |                                     |
| 1937   | 93  | 61  | .604    |                                 |                                   |                                   |                                     |
| 1938   | 89  | 63  | .586    |                                 |                                   |                                   | Cubs vs. New York Yankees 0–4       |
| 1939   | 84  | 70  | .545    |                                 |                                   |                                   |                                     |
| 1940   | 75  | 79  | .487    |                                 |                                   |                                   |                                     |
| 1941   | 70  | 84  | .455    |                                 |                                   |                                   |                                     |
| 1942   | 68  | 86  | .442    |                                 |                                   |                                   |                                     |
| 1943   | 74  | 79  | .484    |                                 |                                   |                                   |                                     |
| 1944   | 75  | 79  | .487    |                                 |                                   |                                   |                                     |
| 1945   | 98  | 56  | .636    |                                 |                                   |                                   | Cubs vs. Detroit Tigers 3–4         |
| 1946   | 81  | 71  | .536    |                                 |                                   |                                   |                                     |
| 1947   | 69  | 85  | .448    |                                 |                                   |                                   |                                     |
| 1948   | 64  | 90  | .416    |                                 |                                   |                                   |                                     |
| 1949   | 61  | 93  | .396    |                                 |                                   |                                   |                                     |
| 1950   | 64  | 89  | .418    |                                 |                                   |                                   |                                     |
| 1951   | 62  | 92  | .403    |                                 |                                   |                                   |                                     |
| 1952   | 77  | 77  | .500    |                                 |                                   |                                   |                                     |
| 1953   | 65  | 89  | .422    |                                 |                                   |                                   |                                     |
| 1954   | 64  | 90  | .416    |                                 |                                   |                                   |                                     |
| 1955   | 72  | 81  | .471    |                                 |                                   |                                   |                                     |
| 1956   | 60  | 94  | .390    |                                 |                                   |                                   |                                     |
| 1957   | 62  | 92  | .403    |                                 |                                   |                                   |                                     |
| 1958   | 72  | 82  | .468    |                                 |                                   |                                   |                                     |
| 1959   | 74  | 80  | .481    |                                 |                                   |                                   |                                     |
| 1960   | 60  | 94  | .390    |                                 |                                   |                                   |                                     |
| 1961   | 64  | 90  | .416    |                                 |                                   |                                   |                                     |
| 1962   | 59  | 103 | .364    |                                 |                                   |                                   |                                     |
| 1963   | 82  | 80  | .506    |                                 |                                   |                                   |                                     |
| 1964   | 76  | 86  | .469    |                                 |                                   |                                   |                                     |
| 1965   | 72  | 90  | .444    |                                 |                                   |                                   |                                     |
| 1966   | 59  | 103 | .364    |                                 |                                   |                                   |                                     |
| 1967   | 87  | 74  | .540    |                                 |                                   |                                   |                                     |
| 1968   | 87  | 78  | .519    |                                 |                                   |                                   |                                     |
| 1969   | 92  | 70  | .568    |                                 |                                   |                                   |                                     |
| 1970   | 84  | 78  | .519    |                                 |                                   |                                   |                                     |
| 1971   | 83  | 78  | .512    |                                 |                                   |                                   |                                     |
| 1972   | 85  | 70  | .548    |                                 |                                   |                                   |                                     |
| 1973   | 77  | 84  | .478    |                                 |                                   |                                   |                                     |
| 1974   | 66  | 96  | .407    |                                 |                                   |                                   |                                     |
| 1975   | 75  | 87  | .463    |                                 |                                   |                                   |                                     |
| 1976   | 75  | 87  | .463    |                                 |                                   |                                   |                                     |
| 1977   | 81  | 81  | .500    |                                 |                                   |                                   |                                     |
| 1978   | 79  | 83  | .488    |                                 |                                   |                                   |                                     |
| 1979   | 80  | 82  | .494    |                                 |                                   |                                   |                                     |
| 1980   | 64  | 98  | .395    |                                 |                                   |                                   |                                     |
| 1981   | 38  | 65  | .369    |                                 |                                   |                                   |                                     |
| 1982   | 73  | 89  | .451    |                                 |                                   |                                   |                                     |
| 1983   | 71  | 91  | .438    |                                 |                                   |                                   |                                     |
| 1984   | 96  | 65  | .596    |                                 |                                   | Cubs vs. San Diego Padres 2–3     |                                     |
| 1985   | 77  | 84  | .478    |                                 |                                   |                                   |                                     |
| 1986   | 70  | 90  | .438    |                                 |                                   |                                   |                                     |
| 1987   | 76  | 85  | .472    |                                 |                                   |                                   |                                     |
| 1988   | 77  | 85  | .475    |                                 |                                   |                                   |                                     |
| 1989   | 93  | 69  | .574    |                                 |                                   | Cubs vs. San Francisco Giants 1–4 |                                     |
| 1990   | 77  | 85  | .475    |                                 |                                   |                                   |                                     |
| 1991   | 77  | 83  | .481    |                                 |                                   |                                   |                                     |
| 1992   | 78  | 84  | .481    |                                 |                                   |                                   |                                     |
| 1993   | 84  | 78  | .519    |                                 |                                   |                                   |                                     |
| 1994   | 49  | 64  | .434    |                                 |                                   |                                   |                                     |
| 1995   | 73  | 71  | .507    |                                 |                                   |                                   |                                     |
| 1996   | 76  | 86  | .469    |                                 |                                   |                                   |                                     |
| 1997   | 68  | 94  | .420    |                                 |                                   |                                   |                                     |
| 1998   | 90  | 73  | .552    |                                 | Cubs vs. Atlanta Braves 0–3       |                                   |                                     |
| 1999   | 67  | 95  | .414    |                                 |                                   |                                   |                                     |
| 2000   | 65  | 97  | .401    |                                 |                                   |                                   |                                     |
| 2001   | 88  | 74  | .543    |                                 |                                   |                                   |                                     |
| 2002   | 67  | 95  | .414    |                                 |                                   |                                   |                                     |
| 2003   | 88  | 74  | .543    |                                 | Cubs vs. Atlanta Braves 3–2       | Cubs vs. Florida Marlins 3–4      |                                     |
| 2004   | 89  | 73  | .549    |                                 |                                   |                                   |                                     |
| 2005   | 79  | 83  | .488    |                                 |                                   |                                   |                                     |
| 2006   | 66  | 96  | .407    |                                 |                                   |                                   |                                     |
| 2007   | 85  | 77  | .525    |                                 | Cubs vs. Arizona Diamondbacks 0–3 |                                   |                                     |
| 2008   | 97  | 64  | .602    |                                 | Cubs vs. Los Angeles Dodgers 0–3  |                                   |                                     |
| 2009   | 83  | 78  | .516    |                                 |                                   |                                   |                                     |
| 2010   | 75  | 87  | .463    |                                 |                                   |                                   |                                     |
| 2011   | 71  | 91  | .438    |                                 |                                   |                                   |                                     |
| 2012   | 61  | 101 | .377    |                                 |                                   |                                   |                                     |
| 2013   | 66  | 96  | .407    |                                 |                                   |                                   |                                     |
| 2014   | 73  | 89  | .451    |                                 |                                   |                                   |                                     |
| 2015   | 97  | 65  | .599    | Cubs vs. Pittsburgh Pirates 1–0 | Cubs vs. St. Louis Cardinals 3–1  | Cubs vs. New York Mets 0–4        |                                     |
| 2016   | 103 | 58  | .640    |                                 | Cubs vs. San Francisco Giants 3–1 | Cubs vs. Los Angeles Dodgers 4–2  | Cubs vs. Cleveland Indians 4–3      |
| 2017   | 92  | 70  | .568    |                                 | Cubs vs. Washington Nationals 3–2 | Cubs vs. Los Angeles Dodgers 1–4  |                                     |
| 2018   | 95  | 68  | .583    | Cubs vs. Colorado Rockies 0–1   |                                   |                                   |                                     |
| 2019   | 84  | 78  | .519    |                                 |                                   |                                   |                                     |

## Nicht mehr vergebene Rückennummern
| Ron Santo 3B: 1960–1973 seit 28. September 2003 | Ernie Banks SS, 1B: 1953–1971 seit 22. August 1982 | Ryne Sandberg 2B: 1982–1994, 1996–1997 seit 28. August 2005 | Billy Williams OF: 1959–1974 seit 13. August 1987 | Ferguson Jenkins P: 1966–1973, 1982–1983 seit 3. Mai 2009 | Greg Maddux P: 1986–1992, 2004–2006 seit 3. Mai 2009 | 42 Jackie Robinson* seit 15. April 1997 |

* Jackie Robinsons Nummer wird von keinem MLB-Team mehr vergeben.

## Minor-League-Teams der Chicago Cubs
- AAA: Iowa Cubs, Des Moines, Iowa
- AA: Tennessee Smokies, Kodak, Tennessee
- High-A: South Bend Cubs, South Bend, Indiana
- Low-A: Myrtle Beach Pelicans, Myrtle Beach, South Carolina
- Rookie: Arizona Complex League Cubs, Mesa, Arizona
- Rookie: Dominican Summer League Cubs Blue, Boca Chica, Dominikanische Republik
- Rookie: Dominican Summer League Cubs Red, Boca Chica, Dominikanische Republik